# Dimitar Kavra
Dimitar Kavra (Δημήτρης Κάβρας; 1835 Plovdiv – 1908) byl řecko-bulharský fotograf, majitel prvního moderního fotoateliéru v Plovdivu a dvorní fotograf prince Ferdinanda I. Bulharského.

## Životopis
Narodil se v roce 1835 v Plovdivu, kde také vystudoval řeckou školu. Fotografoval u svého otce a později u francouzských fotografů v Konstantinopoli. Zemřel v roce 1908.

## Tvorba

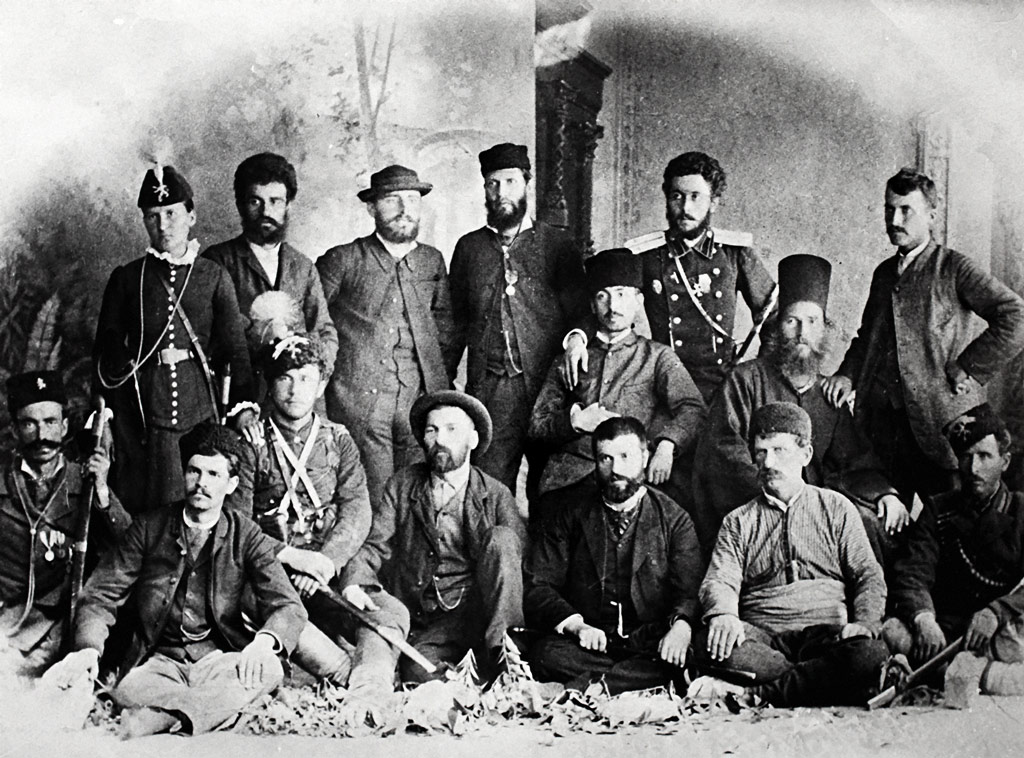
Dimitar Kavra: Aktivisté Bulharského tajného ústředního revolučního výboru, Plovdiv, léto 1885

Pořídil řadu portrétních fotografií významných obyvatel Plovdivu a fotografií Plovdivu z konce 19. století. K jeho nejcennějším dílům patří panorama Plovdivu z roku 1870, které je uloženo v Archeologickém muzeu ve městě. Obsahuje dva pohledy. První se skládá ze čtyř záběrů pořízených z Nebet Tepe a druhý - ze tří záběrů pořízených z areálu dnešního hotelu "Trimontium". V roce 1876 fotografoval zvěrstva Batackého masakru. V roce 1882, na příkaz starosty Ivana Stefanova Gešova fotografoval pohledy na město. V roce 1885 byl Dimitar Kavra hlavním fotografem Unie. Jeho fotografie byly publikovány v řadě evropských publikací Le monde ilustre, L'Illustration, The Graphic, World Illustration a v řadě dalších. Zanechal bohatou galerii portrétních fotografií aktivistů, kteří se účastnili Unie. Jsou mezi nimi vůdci hnutí Zaharij Stojanov, Kosta Panitza, Prodan Tiškov-Chardafon, Nedělja Petrova, Spiro Kostov, Ivan Andonov, Ivan Stojanovič, Ivan Arabadžijata, kněz Angel Cholakov, Danail Nikolaev, Dimitar Rizov, Spas Turčev, Atanas Benderev, Petar Gruev, Ganyu Atanasov, Todor Gatev, Valyo Stefov, Sava Mutkurov, Panajot Srebrev a další. Kavra také fotografoval některé dobrovolnické oddíly pro Unii a srbsko-bulharskou válku. V roce 1892, během První bulharské zemědělsko-průmyslové výstavy získal právo fotografovat spolu s fotografy Ivanem a Dimitarem Karastojanovem.
V roce 1898, podle některých zdrojů v roce 1902, opustil Plovdiv a své nejcennější archivy si vzal s sebou. Otevřel studio v Aténách. Jeho ateliér v Plovdivu koupil český fotograf Václav Velebný.

## Galerie

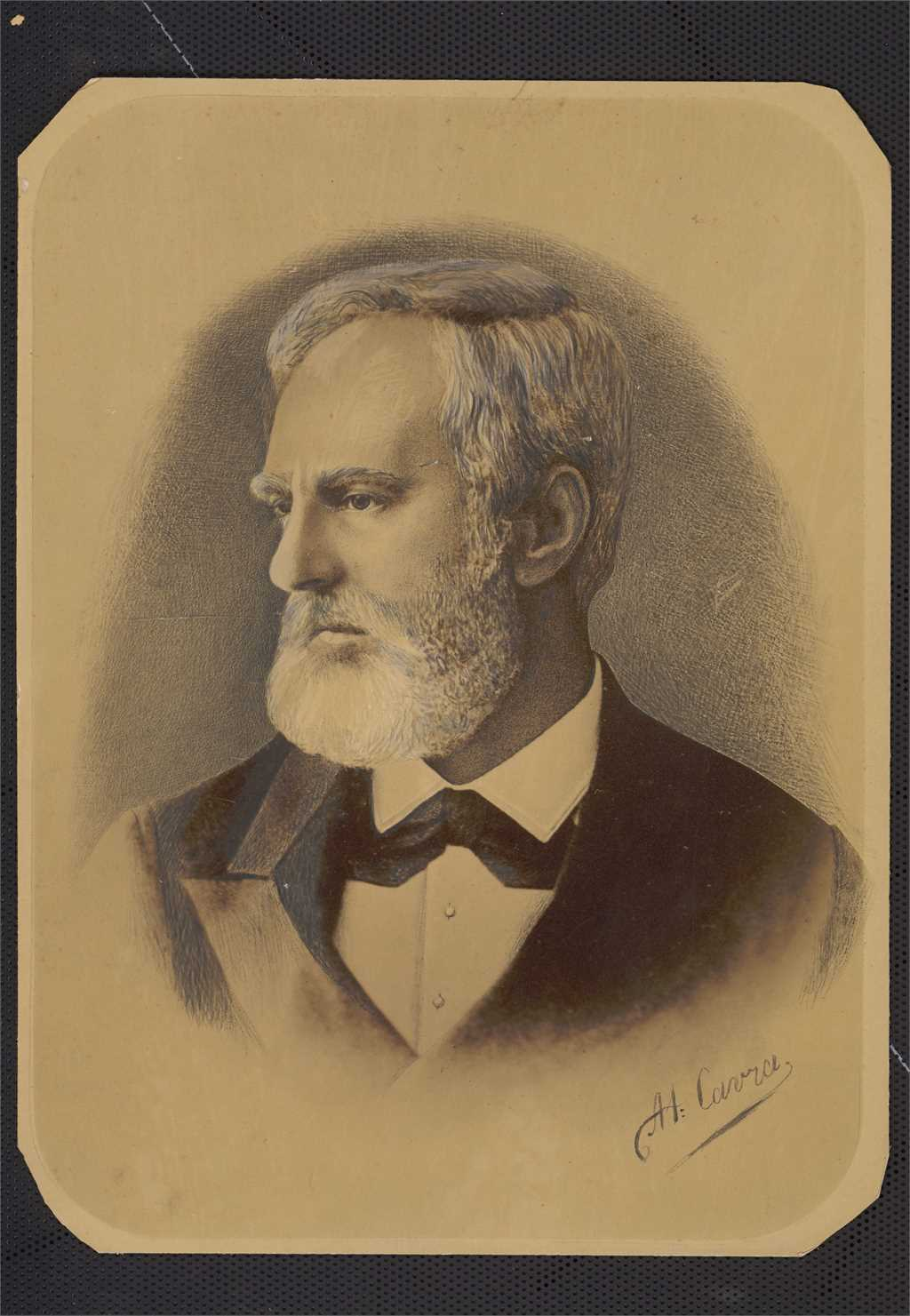
Aleko Bogoridi
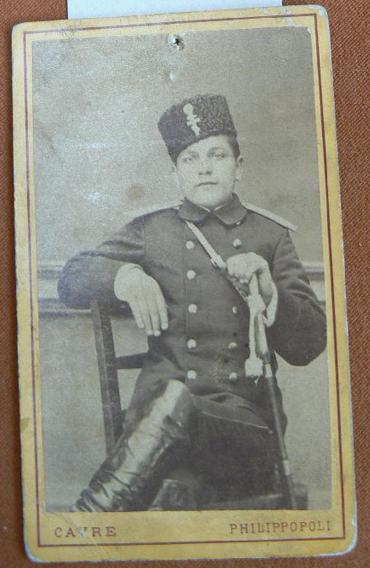
Ganyo Atanasov
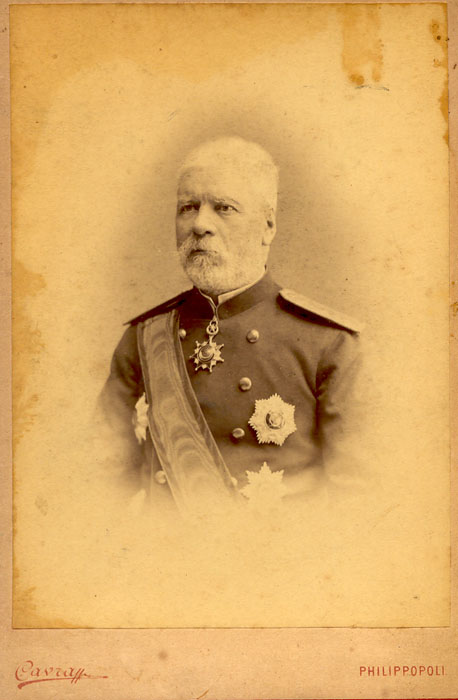
Generál guvernér Gavril Krastevich
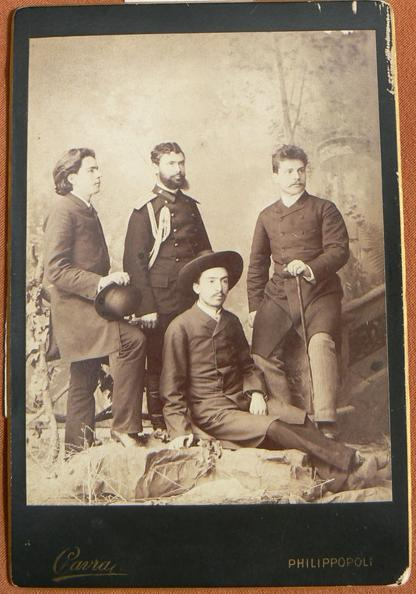
Ivan Stojanovič (sedící), Anton Mitov, Valjo Stefov, neznámý
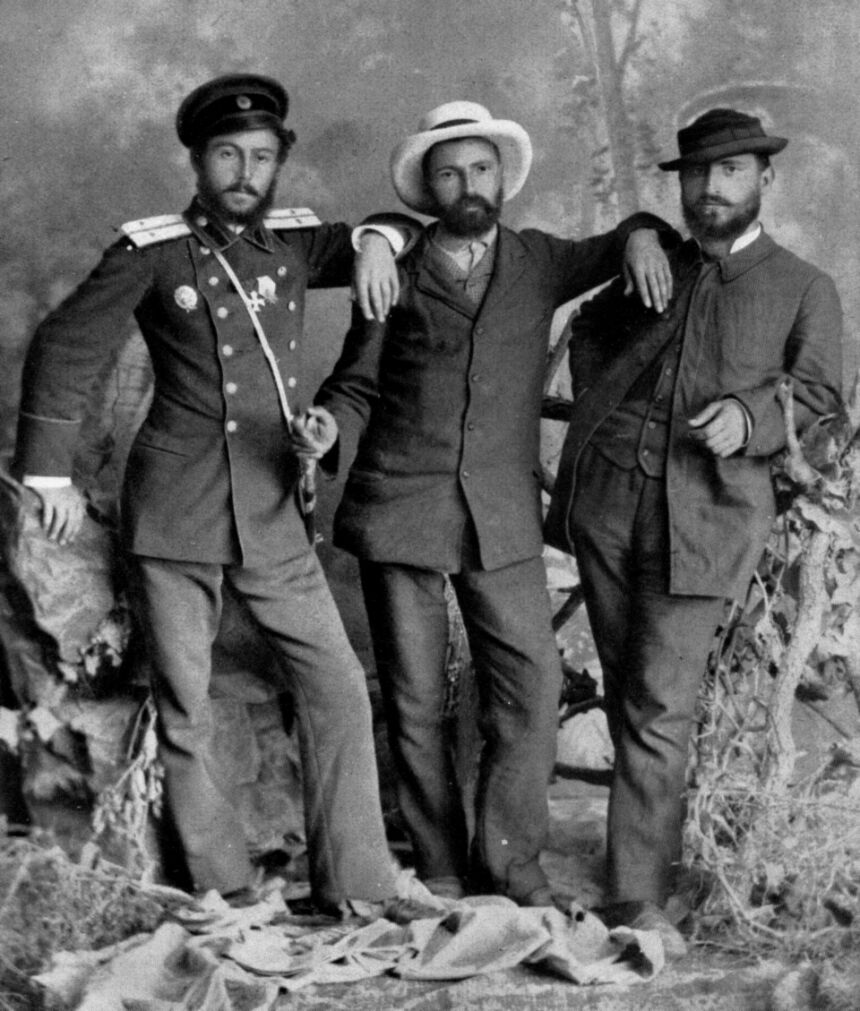
Panica, Stojanov, Rizoff
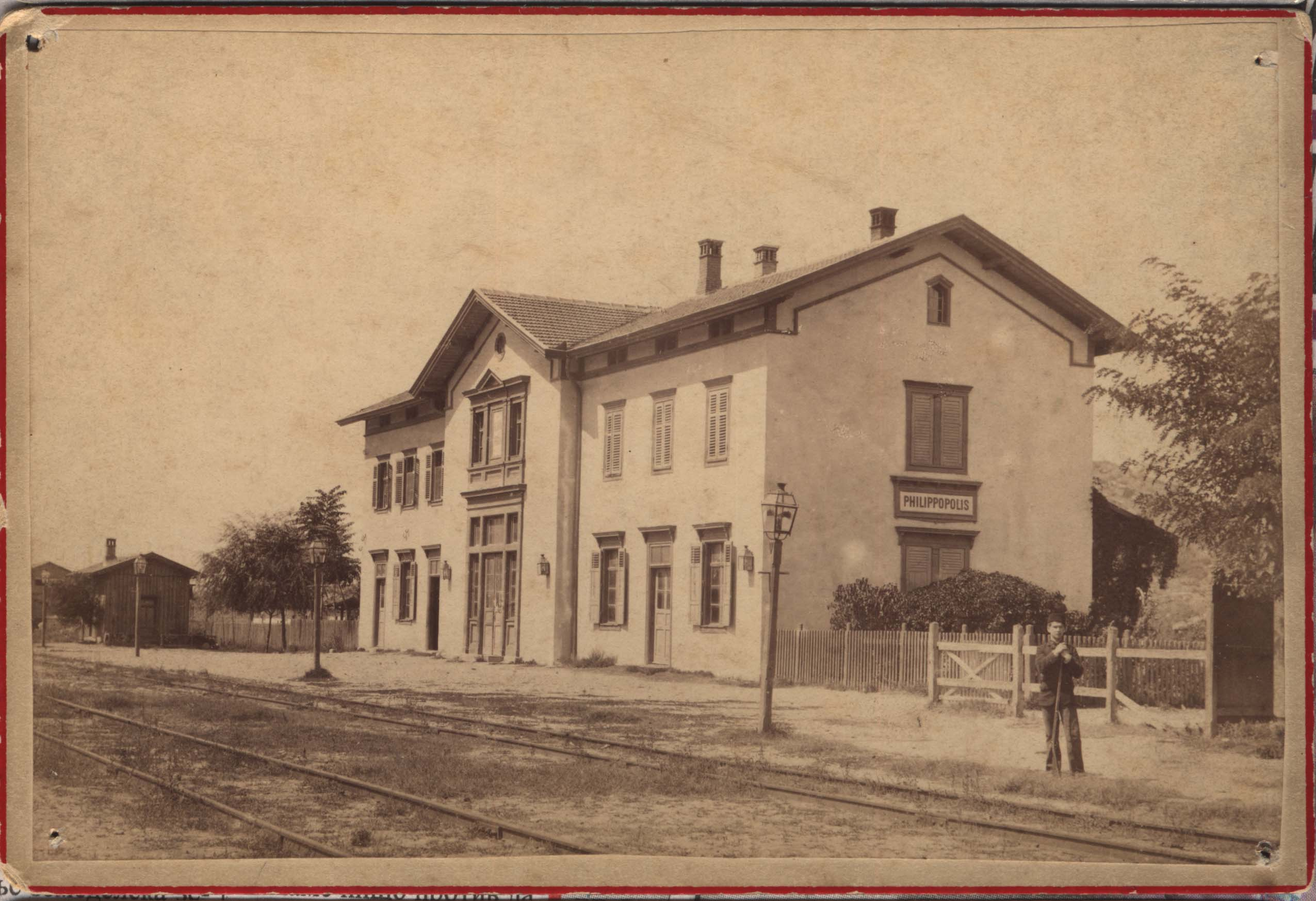
Vlaková stanice Plovdiv, 1880
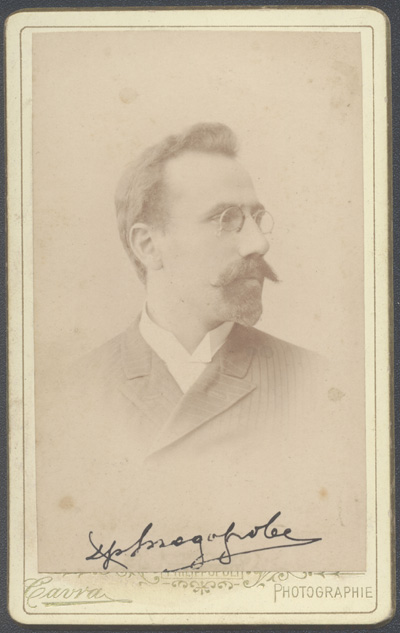
BASA-Shumen-33K-3-77-1-Hristo Todorov
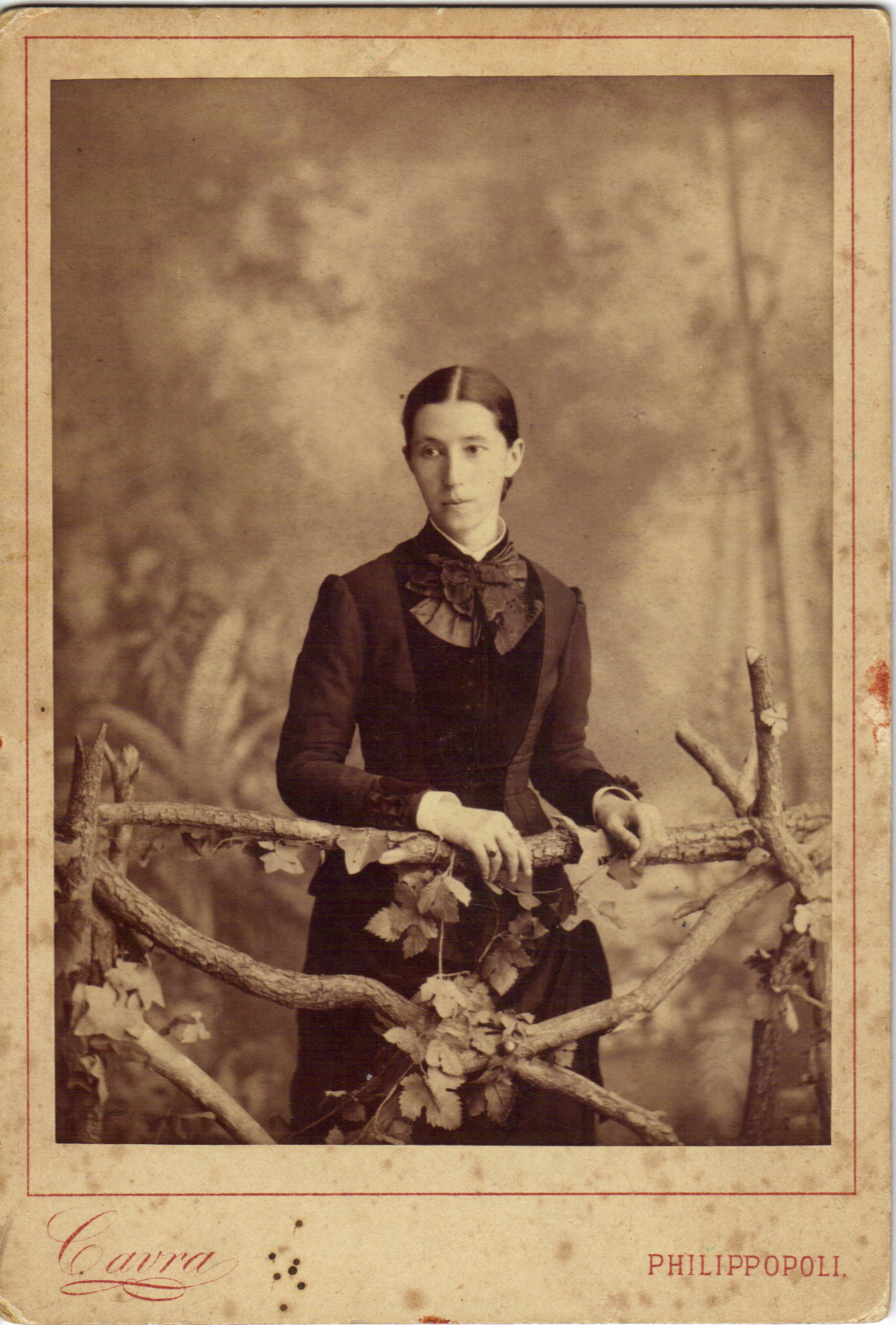
Rada Gugova-Kirkovich